# Alojz Benac
Alojz Benac (Plehan, Derventa, 20. listopada 1914. – Sarajevo, 6. ožujka 1992.), bosanskohercegovački arheolog i povjesničar
Klasičnu filologiju i arheologiju diplomirao u Beogradu (1937.), doktorirao u Ljubljani (1951.). Radio je u Zemaljskome muzeju BiH 1947. – 67. (1957. – 67. direktor). Na Filozofskom fakultetu u Sarajevu bio je profesor arheologije i povijesti staroga vijeka (1968. – 78.). 
Utemeljitelj je i prvi direktor Centra za balkanološka ispitivanja ANUBiH-a. Istraživao prapovijesna razdoblja, posebice zapadnoga područja Balkana. Izveo je niz sustavnih arheoloških istraživanja: Arnautovići (Visoko), Crvena Stijena (Bileća), Gradić u Matićima, Gradina i Mujevine u Alihodžama (Travnik), Hrustovača u Hrustovu (Sanski Most), Lisičići (Kakanj), Nebo u Brajkovićima (Travnik), Obre I. i II. (Konjic), Pivnica (Odžak), Zecovi (Prijedor), Zelena pećina u Blagaju (Mostar) i dr. Istraživao gradine, tumule, prapovijesnu kronologiju, etnogenezu i kulturu Ilira. Proučavao je i stećke. Pokrenuo je sustavna istraživanja prethistorijskih gradina, nekropola sa stećcima i arheološke karte Bosne i Hercegovine. Organizirao je šest tematskih znanstvenih skupova iz paleobalkanistike. Pokrenuo petosveščanu sintezu "Praistorija jugoslavenskih zemalja " (1979. – 86.).
Autor je niza sinteza i rasprava u periodici kao i više knjiga: 
- Prehistorijsko naselje
- Nebo i problem butmirske kulture (1952.)
- Studije o kamenom i bakarnom dobu u sjeverozapadnom Balkanu (1964.)
- Utvrđena ilirska naselja (1985.)
- Praistorijski tumuli na Kupreškom polju (1986.) i dr.

Od 1967. redoviti član ANUBiH-a, dopisni član JAZU/HAZU, SANU, SAZU te član niza međunarodnih znanstvenih institucija.